# Lotto-Domo

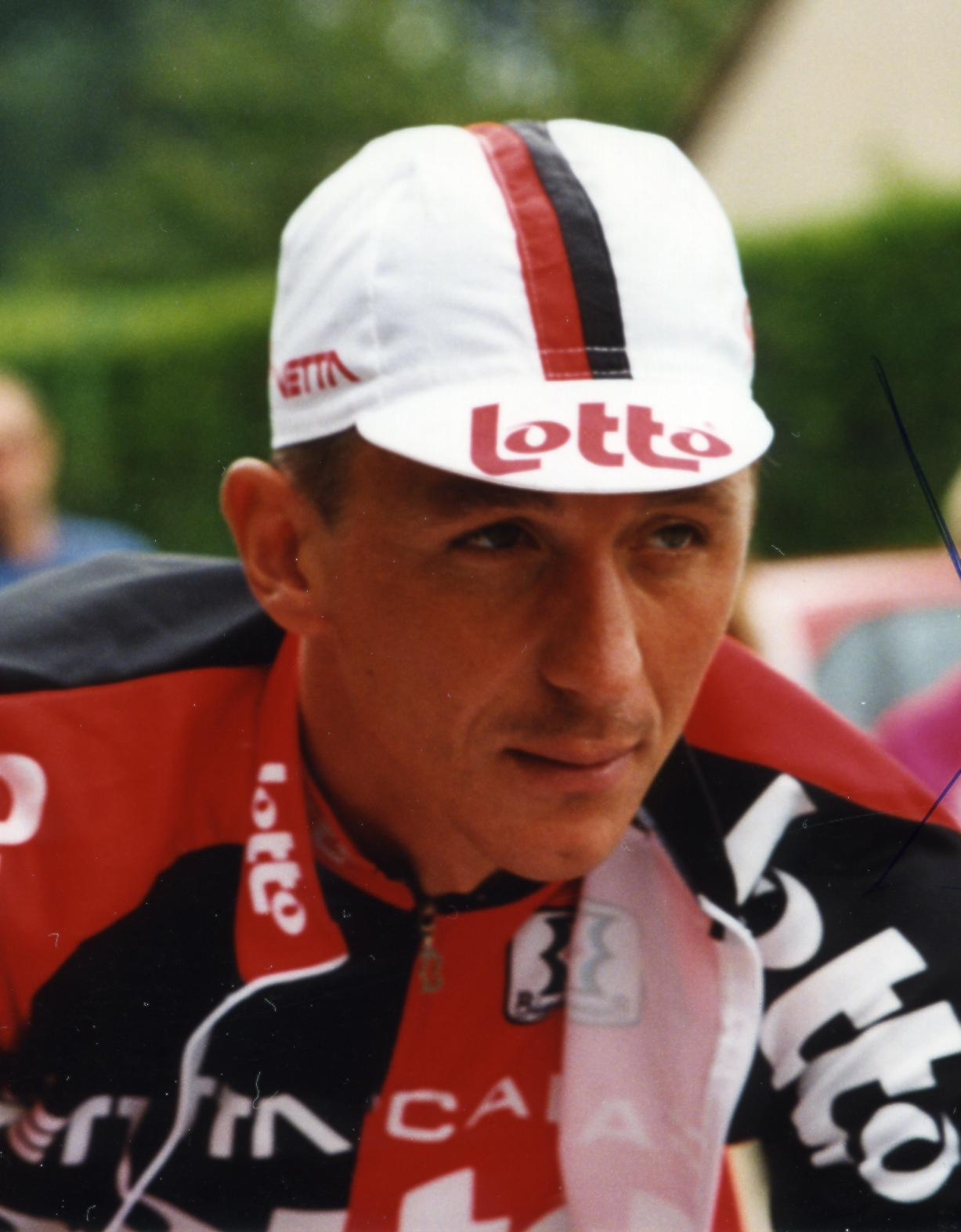
Andreï Tchmil beim Critérium de Lèves in Frankreich 1999

Lotto–Domo, Lotto–Merckx, Lotto–Super Club, Lotto–Belgacom, Lotto–Vetta–Caloi, Lotto–Isoglass, Lotto–Mobistar oder Lotto–Adecco war ein belgisches Radsportteam, das von 1985 bis 2004 existierte. Nicht zu verwechseln mit den Teams Lotto Dstny oder Omega Pharma-Lotto.

## Geschichte
Das Team wurde 1985 unter der Leitung von Walter Godefroot und Patrick Lefevere gegründet. Das Team war, den Erfolgen nach zu urteilen, ausgelegt auf Eintagesrennen wie den Monumenten des Radsports, den Halbklassikern oder auf Etappenjagd bei Etappenrennen. Bei der Flandern-Rundfahrt zum Beispiel konnte das Team von 1994 bis 2004 jeweils unter die Top 10 platzieren. Die einzigen Top-10-Platzierungen bei den Grand Tours konnte das Team 1990 mit Platz 9 bei der Tour de France und 2002 beim Giro d’Italia erreichen.
Durch die Fusion mit Domo-Farm Frites entstand ab der Saison 2003 Lotto-Domo. Nach der Ende der Saison 2004 löste sich das Team auf und Teile des Teams und der ehemalige Hauptsponsor Lotto wechselten zum Team Davitamon-Lotto. Dem Team gelangen insgesamt über 330 Siege bei Radrennen.
Hauptsponsor war von 1985 bis 2004 die belgische Nationallotterie. Co-Sponsoren waren 1985 bis 1988 der belgische Fahrradhersteller Eddy Merckx, 1990 bis 1991 eine belgische Handelskette für Videotheken. Weitere Co-Sponsoren waren 1992 bis 1993 der belgische Telekommunikationskonzern Belgacom, 1994 der Fahrradhersteller Caloi, 1995 bis 1997 der belgische Hersteller von Dämmstoffen Isoglass und 1997 bis 1999 der Mobilfunkanbieter Mobistar. Von 2000 bis 2002 war der Personaldienstleister Adecco und von 2003 bis 2004 der belgische Hersteller von Teppichen und Garnen Domo Chemicals.

## Erfolge
1985
- Tour de l’Oise
- eine Etappe Belgien-Rundfahrt
- zwei Etappen Tour de Romandie
- Grote Prijs Jef Scherens
- Schaal Sels Merksem
- Leeuwse Pijl
- Grand Prix Pino Cerami
- Belgischer Meister – Straßenrennen

1986
- zwei Etappen Belgien-Rundfahrt
- eine Etappe Tour de Romandie
- eine Etappe Luxemburg-Rundfahrt
- eine Etappe Etoile de Bessèges
- eine Etappe Drei Tage von De Panne
- eine Etappe Tour Midi-Pyrénées
- Paris–Troyes
- Le Samyn
- Grote Prijs Jef Scherens
- Binche–Tournai–Binche
- Druivenkoers
- Kampioenschap van Vlaanderen
- Grand Prix de Fourmies
- Belgischer Meister – Straßenrennen

1987
- eine Etappe Tour de France
- eine Etappe Niederlande-Rundfahrt
- zwei Etappen Luxemburg-Rundfahrt
- eine Etappe Drei Tage von De Panne
- Binche–Tournai–Binche

1988
- Rund um den Henninger Turm
- Grand Prix d’Isbergues
- vier Etappen Tour de la Communauté européenne

1989
- zwei Etappen 4 Jours de Dunkerque
- zwei Etappen Tour du Vaucluse
- zwei Etappen Tour de la Communauté européenne
- eine Etappe Etoile de Bessèges
- eine Etappe Tour Méditerranéen
- eine Etappe Tour d’Armorique
- eine Etappe Critérium du Dauphiné
- Nationale Sluitingprijs
- Grand Prix d’Isbergues
- Le Samyn
- Circuit des Frontières
- Brüssel–Ingooigem
- Nizza–Alassio

1990
- zwei Etappen Tour de France
- eine Etappe Tour de Suisse
- eine Etappe Tour du Vaucluse
- eine Etappe Irland-Rundfahrt
- eine Etappe 4 Jours de Dunkerque
- eine Etappe Circuit Cycliste Sarthe
- eine Etappe Drei Tage von De Panne
- eine Etappe Grand Prix Tell
- eine Etappe Galicien-Rundfahrt
- Kampioenschap van Vlaanderen
- Tour de la Communauté européenne
- Le Samyn
- Kuurne–Brüssel–Kuurne
- Grand Prix du Morbihan
- Omloop van het Houtland Lichtervelde
- Belgischer Meister – Straßenrennen

1991
- Meisterschaft von Zürich
- eine Etappe Tour de Suisse
- zwei Etappen Andalusien-Rundfahrt
- zwei Etappen Aragon-Rundfahrt
- zwei Etappen Grand Prix Midi Libre
- eine Etappe Irland-Rundfahrt
- eine Etappe Tour d’Armorique
- eine Etappe Giro del Trentino
- eine Etappe 4 Jours de Dunkerque
- eine Etappe Galicien-Rundfahrt
- eine Etappe Milk Race
- Rund um den Henninger Turm
- Berner Rundfahrt
- Tour de Vendée
- Cholet-Pays de Loire
- Kampioenschap van Vlaanderen
- Circuit des Frontières
- Grand Prix de Wallonie
- Grosser Preis des Kantons Aargau

1992
- zwei Etappen Tour de France
- Paris–Tours
- Japan Cup
- Kampioenschap van Vlaanderen
- Rund um den Henninger Turm
- Gesamtwertung und eine Etappe Tour d’Armorique
- zwei Etappen Milk Race
- zwei Etappen Vuelta a los Valles Mineros
- zwei Etappen Andalusien-Rundfahrt
- zwei Etappen Valencia-Rundfahrt
- eine Etappe Galicien-Rundfahrt
- eine Etappe Tour du Limousin
- Grand Prix du Morbihan
- E3 Harelbeke
- Trofeo Laigueglia
- Memorial Rik Van Steenbergen
- Grote Prijs Jef Scherens
- Circuit des Frontières
- Belgischer Meister – Straßenrennen

1993
- zwei Etappen Kellogg’s Tour
- eine Etappe Vuelta a los Valles Mineros
- eine Etappe Etoile de Bessège
- Druivenkoers
- Grand Prix Stad Zottegem

1994
- Paris–Roubaix
- Bretagne Classic Ouest-France
- E3 Harelbeke
- Grand Prix de Wallonie
- Clasica de Sabiñánigo
- eine Etappe Kellogg’s Tour
- eine Etappe Burgos-Rundfahrt
- eine Etappe Tour d’Armorique
- eine Etappe Route d’Occitanie
- eine Etappe Mittelmeer-Rundfahrt
- eine Etappe Drei Tage von De Panne

1995
- drei Etappen Etoile de Bessèges
- drei Etappen Route d’Occitanie
- zwei Etappen Paris–Nizza
- zwei Etappen Tour de l’Oise
- eine Etappe Niederlande-Rundfahrt
- eine Etappe Tour du Limousin
- eine Etappe Burgos-Rundfahrt
- eine Etappe Critérium du Dauphiné
- eine Etappe Grand Prix Midi Libre
- eine Etappe 4 Jours de Dunkerque
- Tour de Vendée
- Cholet-Pays de Loire
- Grand Prix de Rennes
- Paris–Camembert
- Halle–Ingooigem
- Grand Prix d’Isbergues
- Omloop van de Vlaamse Scheldeboorden
- Belgischer Meister – Straßenrennen

1996
- Gesamtwertung und drei Etappen Tour de Wallonie
- drei Etappen Etoile de Bessèges
- zwei Etappen Paris–Nizza
- zwei Etappen Andalusien-Rundfahrt
- zwei Etappen Galicien-Rundfahrt
- eine Etappe Luxemburg-Rundfahrt
- eine Etappe 4 Jours de Dunkerque
- eine Etappe Tour du Loir-et-Cher
- eine Etappe Drei Tage von De Panne
- Clásica de Almería
- Veenendaal–Veenendaal Classic
- Circuit du Hainaut

1997
- Paris–Tours
- drei Etappen Critérium du Dauphiné
- zwei Etappen Tour de Wallonie
- eine Etappe Galicien-Rundfahrt
- eine Etappe 4 Jours de Dunkerque
- Dwars door Vlaanderen
- La Côte Picarde
- Grand Prix de la Ville de Lillers
- Memorial Rik Van Steenbergen
- Flandern-Rundfahrt U23

1998
- Japan Cup
- Paris–Bourges
- Kampioenschap van Vlaanderen
- Gesamtwertung und eine Etappe Etoile de Bessèges
- zwei Etappen Paris–Nizza
- eine Etappe Burgos-Rundfahrt
- Trofeo Luis Puig
- Grand Prix De La Ville De Lillers
- GP Stad Zottegem

1999
- Mailand–Sanremo
- zwei Etappen Paris–Nizza
- eine Etappe Tour de la Region Wallonne
- eine Etappe Route du Sud
- eine Etappe Tour de l’Oise
- eine Etappe Etoile de Bessèges
- Le Samyn
- Kuurne–Brüssel–Kuurne

2000
- Flandern-Rundfahrt
- Coppa Sabatini
- Kuurne–Brüssel–Kuurne
- eine Etappe Burgos-Rundfahrt
- eine Etappe Circuit Franco-Belge
- eine Etappe Bayern-Rundfahrt
- Belgischer Meister – Einzelzeitfahren

2001
- zwei Etappen Tour de France
- eine Etappe Giro d’Italia
- Gesamtwertung und zwei Etappen Critérium International
- Gesamtwertung und eine Etappe Tour de Wallonie
- Gesamtwertung und eine Etappe Etoile de Bessèges
- zwei Etappen Dänemark-Rundfahrt
- eine Etappe Circuit Franco-Belge
- eine Etappe Criterium du Dauphiné
- eine Etappe Paris–Nizza
- eine Etappe Drei Tage von De Panne
- La Flèche Wallonne
- Clasica de Almeria
- Classic Haribo
- Nationale Sluitingprijs
- Kampioenschap van Vlaanderen
- E3 Harelbeke
- Dwars door Vlaanderen
- Ronde van Midden-Zeeland
- Gran Premio Bruno Beghelli
- Giro della Provincia di Lucca

2002
- zwei Etappen und  Punktewertung Tour de France
- drei Etappen Giro d’Italia
- vier Etappen und Sprintwertung Tour Down Under
- Gesamtwertung und zwei Etappen Etoile de Bessèges
- Gesamtwertung und zwei Etappen Circuit Franco-Belge
- Omloop Het Volk
- zwei Etappen Paris–Nizza
- zwei Etappen Drei Tage von De Panne
- zwei Etappen Tour de Wallonie
- zwei Etappen Grand Prix Erik Breukink
- eine Etappe Tour de Romandie
- eine Etappe Post Danmark Rundt
- eine Etappe Luxemburg-Rundfahrt
- eine Etappe Belgien-Rundfahrt
- La Flèche Wallonne
- Scheldeprijs
- Paris–Brüssel
- Sparkassen Giro Bochum
- GP Rudy Dhaenens
- Australischer Meister – Straßenrennen
- Niederländischer Meister – Straßenrennen

2003
- Paris–Roubaix
- Flandern-Rundfahrt
- zwei Etappen Giro d’Italia
- eine Etappe Tour de Suisse
- eine Etappe Tour Down Under
- eine Etappe Katar-Rundfahrt
- eine Etappe Etoile de Bessèges
- eine Etappe Tour de Picardie
- zwei Etappen Rheinland-Pfalz-Rundfahrt
- eine Etappe Deutschland Tour
- eine Etappe Tour de Wallonie
- Tour de l’Ain
- eine Etappe Circuit Franco-Belge
- Memorial Rik Van Steenbergen
- Dwars door Vlaanderen
- Le Samyn
- Veenendaal–Veenendaal Classic

2004
- zwei Etappen und  Punktewertung Tour de France
- zwei Etappen Tour de Suisse
- eine Etappe Giro d’Italia
- zwei Etappen Tour Down Under
- Le Samyn
- eine Etappe Paris–Nizza
- eine Etappe Tour de Picardie
- eine Etappe Niederlande-Rundfahrt
- eine Etappe Ster ZLM Toer
- Ronde van Midden-Zeeland
- Dwars door Gendringen
- Nordholland-Rundfahrt

## Weitere Platzierungen
| Grand Tour         | 1985 | 1986 | 1987 | 1988 | 1989 | 1990 | 1991 | 1992 | 1993 | 1994 | 1995 | 1996 | 1997 | 1998 | 1999 | 2000 | 2001 | 2002 | 2003 | 2004 |
| ------------------ | ---- | ---- | ---- | ---- | ---- | ---- | ---- | ---- | ---- | ---- | ---- | ---- | ---- | ---- | ---- | ---- | ---- | ---- | ---- | ---- |
| Giro d’ItaliaGiro  | –    | –    | –    | –    | –    | –    | –    | –    | –    | –    | –    | –    | –    | –    | –    | –    | 42   | 9    | 53   | 14   |
| Tour de FranceTour | 14   | –    | –    | –    | –    | 9    | 35   | 51   | 83   | 24   | 71   | 77   | 25   | 16   | 11   | 17   | 27   | 35   | 52   | 21   |

| Monument                 | 1985 | 1986 | 1987 | 1988 | 1989 | 1990 | 1991 | 1992 | 1993 | 1994 | 1995 | 1996 | 1997 | 1998 | 1999 | 2000 | 2001 | 2002 | 2003 | 2004 |
| ------------------------ | ---- | ---- | ---- | ---- | ---- | ---- | ---- | ---- | ---- | ---- | ---- | ---- | ---- | ---- | ---- | ---- | ---- | ---- | ---- | ---- |
| Mailand–Sanremo          | 15   | 21   | 13   | 49   | –    | 9    | 48   | 3    | 20   | 9    | 14   | 10   | 32   | 5    | 1    | 18   | 18   | 7    | 30   | 10   |
| Flandern-Rundfahrt       | 5    | 5    | 5    | 27   | 40   | 8    | 2    | 14   | 26   | 3    | 3    | 6    | 4    | 3    | 7    | 1    | 9    | 3    | 1    | 2    |
| Paris–Roubaix            | 7    | 7    | 7    | 45   | 32   | 12   | 10   | 7    | 18   | 1    | 2    | 6    | 2    | 12   | 5    | 24   | 8    | 12   | 1    | 6    |
| Lüttich–Bastogne–Lüttich | 24   | 6    | 58   | 2    | 5    | 14   | 2    | 17   | 4    | 11   | 12   | –    | 9    | 20   | 11   | 16   | 22   | 7    | 30   | 25   |
| Lombardei-Rundfahrt      | –    | –    | –    | 30   | –    | 6    | 9    | 26   | 16   | 34   | –    | –    | 50   | 17   | 14   | 17   | 35   | –    | 47   | 41   |

## Bekannte ehemalige Fahrer
- Jozef Lieckens (1985–1987)
- Peter De Clercq (1988–1995)
- Hendrik Redant (1989–1992)
- Claude Criquielion (1990–1991)
- Johan Museeuw (1990–1992)
- Peter Van Petegem (1993+2003–2004)
- Andreï Tchmil (1995–2002)
- Rik Verbrugghe (1996–2004)
- Dschamolidin Abduschaparow (1997)
- Jacky Durand (1999–2000)
- Robbie McEwen (2002–2004)
- Glenn D’Hollander (2002–2004)